# Sankansé
Sankansé est un village du département et la commune rurale de Sangha (ou Sanga), situé dans la province du Koulpélogo et la région du Centre-Est au Burkina Faso.

## Géographie

### Démographie
| 2003  | 2006  | 2019 |
| ----- | ----- | ---- |
| 1 104 | 1 924 | -    |